# Антифразис
Антифра́зис (грец. ἀντίφρασις — «протиріччя») — різновид тропа, стилістичний прийом, що полягає у вживанні слова або словосполучення в протилежному значенні, зазвичай в іронічному.
Антифразис, як правило, будується на контрасті похвали або формально-схвального значення слова чи виразу з осудженням або несхвальним значенням висловлювання.
Наприклад: «Ніщо так не обмежує твої дії, як фраза: "Та роби що хочеш!"».
Іноді антифразис вживається як похвала у формі дружнього або грубо-жартівливого докору або осуду.